# Frankfurt-Zeilsheim (przystanek kolejowy)
Frankfurt-Zeilsheim – przystanek kolejowy we Frankfurcie nad Menem, w Hesji, w Niemczech. Stacja położona jest w dzielnicy Zeilsheim.